# Циянь (станция метро)
«Циянь» (англ. Qiyan; кит. 奇岩) — станция линии Даньшуй Тайбэйского метрополитена. Станция открыта 28 марта 1997 года в составе первого участка линии Даньшуй. Располагается между станциями «Бэйтоу» и «Цилиань». Находится на территории района Бэйтоу в Тайбэе.

## Техническая характеристика
Станция «Циянь» — эстакадная с островной платформой. На станции есть один выход, оснащенный эскалаторами и лифтом для пожилых людей и инвалидов. 1 июня 2018 года на станции были установлены автоматические платформенные ворота.

## Близлежащие достопримечательности
Недалеко от станции находится музей искусства Хун-гах.